# Kuća Machiedo (Bonini) u Hvaru
Kuća Machiedo odnosno kuća Bonini je kuća u gradiću Hvaru, na adresi Trg sv. Stjepana 28, 29 i 30, je barokna kuća izgrađena 1666. na glavnom hvarskom trgu. Kuću je podigla obitelj Bonini, a u obitelj Machiedo je kupuje u 19. stoljeću. Nastala je spajanjem dviju srednjovjekovnih kuća i ulice među njima što je čitljivo iz tragova na začelnom južnom zidu. Kući također pripada veliki ograđeni vrt u začelju. Posebno se ističe veliki barokni balkon na glavnom pročelju s balkonskim vratima nad kojima je istaknut grb Bonini.

## Zaštita
Pod oznakom Z-5147 zavedena je kao nepokretno kulturno dobro - pojedinačno, pravna statusa zaštićena kulturnog dobra, klasificirano kao "stambene građevine".